# Danmarks län
Danmark var från Valdemar Sejrs tid i början på 1200-talet och fram till 1662 indelat i slottslän (län). Därefter ersattes de av amt. Under årens lopp kom deras indelning att omorganiseras och sammanläggas. Vid införandet av enväldet 1660 och omvandlingen till amt 1662 fanns 49 län i Danmark.
Under 1200-talet hade organisationen med kungalev spelat ut sin roll, samtidigt med att högmedeltidens statsmakt och skatteväsende byggdes ut. Från den tiden och en bit in på 1300-talet organiserades den kungliga administrationen främst i så kallade slottslän. För att befästa kungens makt uppfördes runt om i Danmark kungliga och privata borgar byggda i sten och tegel, för förvaltningen och som militära stödjepunkter.
Dessa riksfästen förlänades formellt till länsherrar (danska lensmand) mot att de ställde upp som ryttare. Enbart adelsmän rekryterades till länsherrar. Länsherrar var kungens representant i området och den högsta militära samt civila tjänsten där. Posten som länsherre gick inte i arv.
De härader som omgav en borg anslogs för dess underhåll och försörjning av både civila och militära funktionärer. Tillsammans bildade häraderna ett slottslän. Det danska riket bestod av ett flertal slottslän av varierande storlek. Länsindelningen var inte fast utan kunde ändras av kungen när ny länsman utsågs
Länen delades upp i tre huvudtyper:
1. Räkenskaplän (fadeburslän) förvaltade för kronans räkning av en länsman (advocatus), vilken uppbar ett fast årligt vederlag för indrivning av skatter mot skyldighet att redovisa och leverera resten av överskottet från länet till kronan.
2. Avgiftslän förvaltade för kronans räkning av en länsman med skyldighet att svara för en viss del av skatteuppbörden i pengar och natura med rätt att behålla ett eventuellt överskott, men även skyldighet att skjuta till egna medel vid ett underskott av intäkterna.
3. Tjänstelän vilka var förläningar tilldelade som belöning för tjänster utförda för kronan. Länsinnehavaren hade rätt att behålla skatteuppbörden från länet utan redovisning till kronan. Kronan kunde låna av förmögna stormän genom att pantsätta ett län (inteckna) varefter länsmannen fick rätt att uppbära samtliga inkomsterna tills kronan kunde lösa in lånet, eller att panttiden löpt ut.

## Jylland
- Bygholms län
- Børglums län
- Bøvlings län
- Dronningborgs län
- Dueholms län
- Halds län
- Havreballegårds län
- Kalø län
- Koldinghus län
- Lundenæs län
- Mariagers län
- Riberhus län
- Sejlstrups län
- Silkeborgs län
- Skanderborgs län
- Skivehus län
- Stjernholms län
- Tørnings län (Sønderjylland)
- Vestervigs län
- Ørums län
- Åkærs län
- Ålborghus län
- Åstrups län

## Fyn
- Hagenskovs län
- Hindsgavls län
- Nyborgs län
- Odensegårds län
- Rugårds län
- Søbygård-Gudsgave län (Ærø)
- Tranekærs län

## Själland
- Abrahamstrups län
- Antvorskovs län
- Dragsholms län
- Frederiksborgs län
- Halsteds län / Ravnsborg (Lolland)
- Hammershus län (Bornholm)
- Holbæks län
- Hørsholms län
- Jungshoveds län
- Kalundborgs län
- Korsørs län
- Kronborgs län
- Köpenhamns län
- Nykøbings län (Falster)
- Sorø län
- Stegehus län (Møn)
- Sæbygårds län
- Ringsteds län
- Roskilde län
- Tryggevælde län
- Vordingborgs län
- Ålholms län (Lolland)

## Skåne,HallandochBlekinge
I detta stycke behandlas de län som tidigare var danska men sedan 1658 tillhör Sverige. 
Skattehandlingarna från denna tiden finns i det danska riksarkivet i Köpenhamn.
De större danska länen i nuvarande Sverige, det vill säga de med egen rubrik i danska riksarkivets samlingar, redovisas i tabellen. Det ska tilläggas att många fler län fanns. En del var stora och viktiga, andra pyttesmå. För att ta ett exempel: gårdarna i Brunnby socken lydde under Jonstorps socken samt Brunnby socken och två län, Kullens län och Stubbarps län.
Ett stort undantag finns. Lundagårds län, med Lund som residensstad var tidvis ett relativt självständigt län under 1500-talet, men lydde mellan 1602 och 1658 under Malmöhus län.
| län                | residens             | årtal från | årtal till | beskrivning                                                               |
| ------------------ | -------------------- | ---------- | ---------- | ------------------------------------------------------------------------- |
| Beritsholms län    | Beritsholms borg     | 1250-talet | 1526       | stormades och revs 1526 då länet lades under Lindholms län                |
| Falkenbergs län    | Falkenbergshus       | före 1298  | 1469       | uppgick i Varbergs län                                                    |
| Falsterbo län      | Falsterbohus         | 1367       | 1534       | uppgick i Lindholmens län                                                 |
| Gladsax län        | Gladsaxehus          | före 1398  | 1621       | uppgick i Kristianstads län                                               |
| Halmstads län      | Halmstads slott      | före 1231  | 1658       | lades länet under styrning av Skånska generalguvernementet                |
| Helsingborgs län   | Helsingborgs slott   | 1200-talet | 1669       | uppgick i Malmöhus län                                                    |
| Hishults län       | Sjöboholms sätesgård | före 1475  | före 1645  | uppgick i Laholms län                                                     |
| Kristianopels län  | Kristianopel         | 1601       | 1658       | till 1601 Lyckå län, lades under styrning av Skånska generalguvernementet |
| Kristianstads län  | Kristianstad         | 1614       | 1658       | lades länet under styrning av Skånska generalguvernementet                |
| Laholms län        | Laholm               | före 1231  | 1658       | lades länet under styrning av Skånska generalguvernementet                |
| Landskrona län     | Landskrona slott     | 1547       | 1669       | uppgick i Malmöhus län                                                    |
| Lindholms län      | Lindholmens borg     | före 1339  | 1540       | uppgick i Malmöhus slottslän                                              |
| Lundagårds län     | Lund                 | 1536       | 1602       | uppgick i Malmöhus slottslän                                              |
| Lyckå län          | Lyckå slott          | före 1263  | 1601       | från 1601 Kristianopels län                                               |
| Malmöhus slottslän | Malmöhus slott       | 1526       | 1669       | uppgick i Malmöhus län                                                    |
| Näsbyholms län     | Näsbyholms slott     | 1536       | 1540       | uppgick i Malmöhus slottslän                                              |
| Sölvesborgs län    | Sölvesborgs slott    | före 1263  | 1658       | lades länet under styrning av Skånska generalguvernementet                |
| Varbergs län       | Varbergs slott       | före 1287  | 1658       | lades länet under styrning av Skånska generalguvernementet                |